# چاینا ژونگوانگ
چاینا ژونگوانگ (انگلیسی: China Zhongwang) شرکت آلومینیوم چینی است، که در سال ۱۹۹۳ تأسیس شد.